# Campeonato Europeu de Halterofilismo de 1962
O 42º Campeonato Europeu de Halterofilismo foi organizado pela Federação Internacional de Halterofilismo em Budapeste, na Hungria entre 16 a 22 de setembro de 1962. O evento foi realizado em conjunto com o Campeonato Mundial de Halterofilismo de 1962.

## Medalhistas
| Evento                     | Ouro                                | Ouro     | Prata                              | Prata    | Bronze                       | Bronze   |
| -------------------------- | ----------------------------------- | -------- | ---------------------------------- | -------- | ---------------------------- | -------- |
| Galo (56 kg)               | Imre Földi · Hungria                | 337,5 kg | Vladimir Stogov · União Soviética  | 330,0 kg | Róbert Nagy · Hungria        | 310,0 kg |
| Pena (60 kg)               | Yevgueni Minayev · União Soviética  | 362,5 kg | Yevgueni Katsura · União Soviética | 357,5 kg | Rudolf Kozłowski · Polónia   | 352,5 kg |
| Leve (67,5 kg)             | Vladimir Kaplunov · União Soviética | 415,0 kg | Waldemar Baszanowski · Polónia     | 412,0 kg | Marian Zieliński · Polónia   | 405,5 kg |
| Médio (75 kg)              | Alexandr Kurynov · União Soviética  | 422,5 kg | Mihály Huszka · Hungria            | 415,0 kg | Marcel Paterni · França      | 412,5 kg |
| Meio-pesado-leve (82,5 kg) | Győző Veres · Hungria               | 460,0 kg | Géza Tóth · Hungria                | 442,5 kg | Jouni Kailajärvi · Finlândia | 440,0 kg |
| Meio-pesado (90 kg)        | Louis Martin · Reino Unido          | 480,0 kg | Ireneusz Paliński · Polónia        | 470,0 kg | Petar Tachev · Bulgária      | 432,5 kg |
| Pesado (+ 90 kg)           | Yuri Vlasov · União Soviética       | 540,0 kg | Károly Ecser · Hungria             | 482,5 kg | Ivan Veselinov · Bulgária    | 470,0 kg |

## Quadro de medalhas
| Ordem | País            | Medalha de ouro | Medalha de prata | Medalha de bronze | Total |
| ----- | --------------- | --------------- | ---------------- | ----------------- | ----- |
| 1     | União Soviética | 4               | 2                | 0                 | 6     |
| 2     | Hungria         | 2               | 3                | 1                 | 6     |
| 3     | Reino Unido     | 1               | 0                | 0                 | 1     |
| 4     | Polónia         | 0               | 2                | 2                 | 4     |
| 5     | Bulgária        | 0               | 0                | 2                 | 2     |
| 6     | Finlândia       | 0               | 0                | 1                 | 1     |
| 6     | França          | 0               | 0                | 1                 | 1     |
| Total | Total           | 7               | 7                | 7                 | 21    |